# 델체보

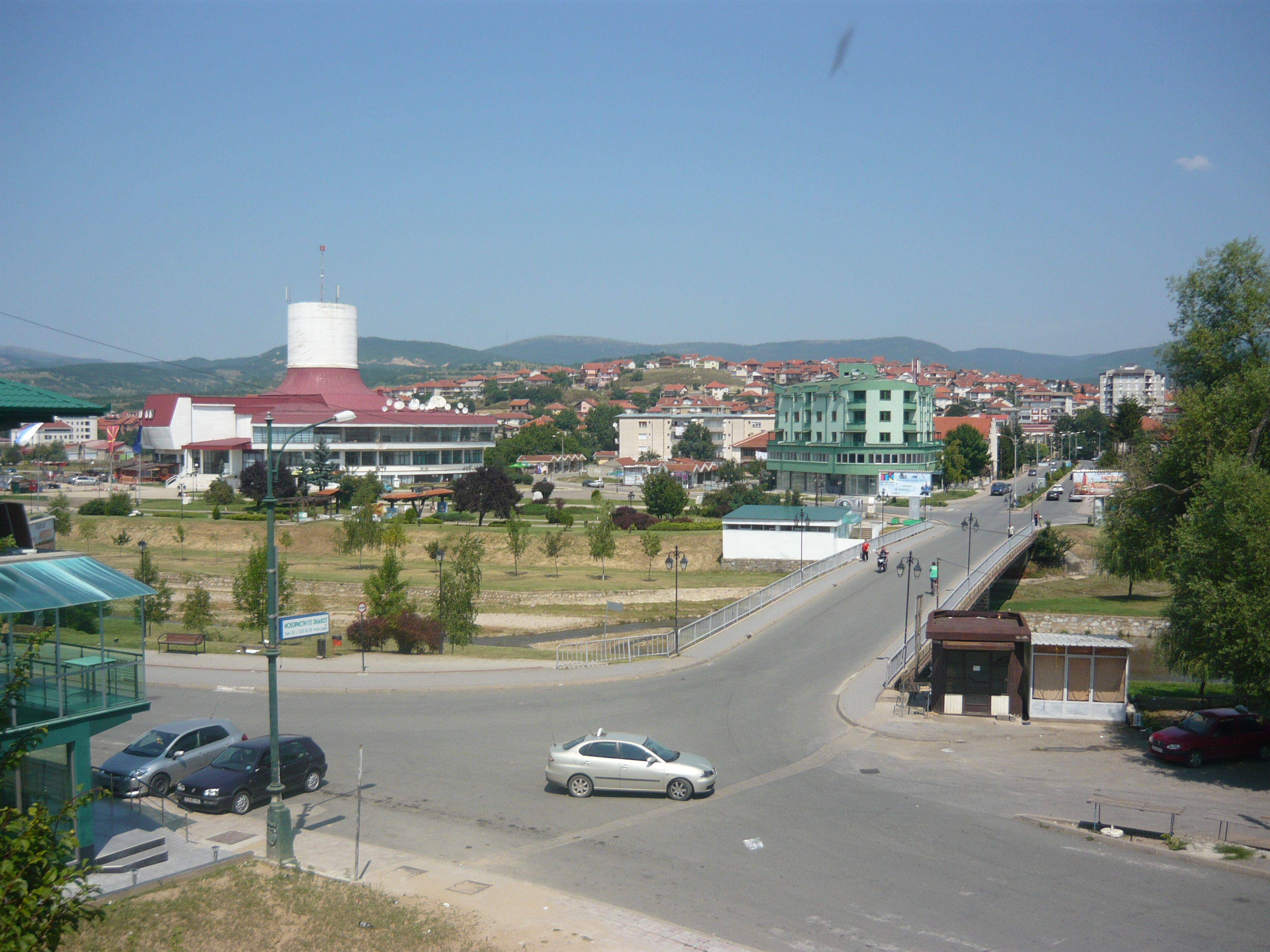
델체보 시가지

델체보(마케도니아어: Делчево)는 북마케도니아 동부 산악 지대에 위치한 작은 마을로 높이는 640m, 인구는 약 11,500명이다. 델체보시의 행정 중심지이며 북마케도니아의 수도인 스코페에서 동쪽으로 164km 정도 떨어진 곳에 위치한다. 도시 이름은 북마케도니아의 혁명가인 고체 델체프에서 유래된 이름이다.